# Gitte Andersen (handball)
Pour les articles homonymes, voir Gitte Andersen et Andersen.
Gitte Andersen, née le 21 juillet 1989 à Randers, est une handballeuse internationale danoise. Elle évolue au poste d'arrière droite dans le club de Randers HK.

## Palmarès

### Club
compétitions internationales
- vainqueur de la coupe EHF en 2010 (ne participe pas à la finale) (avec Randers HK)

compétitions nationales
- championne du Danemark en 2012 (avec Randers HK)
- vainqueur de la coupe du Danemark en 2017 (avec Randers HK)

### Sélection
autres
- finaliste du championnat du monde junior en 2008[2]